# Jon Stanković
Jon Gorenc Stanković (ur. 14 stycznia 1996 w Lublanie) – słoweński obrońca występujący na pozycji pomocnika w SK Sturm Graz.